# 엣추국

엣추 국

엣추국(일본어: 越中国 엣추노쿠니[*])은 호쿠리쿠도에 있던 일본의 옛 구니이다. 현재의 도야마현에 해당한다.

## 군
- 도나미군(일본어판)(礪波郡)
1896년, 히가시토나미 군(東礪波郡)・니시토나미 군(西礪波郡)으로 분할.
- 이미즈 군(射水郡)
1896년, 히미 군(氷見郡)을 분할.
- 누이 군(婦負郡)
- 니카와군(일본어판)(新川郡)
1878년, 가미니카와 군(上新川郡)・시모니카와군(下新川郡)으로 분할.
1896년, 가미니카와 군에서 나카니카와군을 분할.

## 같이 보기
- 도야마번